# Vrnjak
Vrnjak (olaszul: Vergnacco) falu Horvátországban, Isztria megyében. Közigazgatásilag Grožnjanhoz tartozik.

## Fekvése
Az Isztria középnyugati részén, Bujétől 10 km-re, községközpontjától 10 km-re északkeletre a szlovén határ közelében, a Bazuja-patak jobb partján fekszik. A Bazuja-patak a falutól nyugatra, Brdo területén ered. Mély medret vájt az Marušićit Šternával összekötő aszfaltút szélén. Egykor két malom is működött rajta. A falu az úttól egy három kilométeres bekötőúton közelíthető meg. Az úton egy kilométer után egy hídon megyünk át. Itt egykor malom állt, melynek mára csak alapfalai maradtak. Ezután még két kilométer emelkedő után érjük el az elpusztult települést. Üres, ajtó és ablak nélküli házak, mindent benőtt az akácfa. A település felett 50 méterrel áll a kápolna, ahonnan messze ellát a szem. Lepusztult állapotú a kápolna és a körülötte fekvő temető is.

## Története
1880-ban 105, 1910-ben 124 lakosa volt. Az első világháború után a rapallói szerződés értelmében Isztria az Olasz Királysághoz került. 1930-ig hívei a šternai plébániához tartoztak, de akkor a brdoi plébániához csatolták. 1943-ban az olasz kapitulációt követően német megszállás alá került, mely 1945-ig tartott. A második világháború után a párizsi békeszerződés értelmében Jugoszlávia része lett. Egykori lakossága kivándorolt és a falu fokozatosan elnéptelenedett. A település Jugoszlávia felbomlása után 1991-ben a független Horvátország része. 2011-ben már nem volt állandó lakossága.

## Nevezetességei
A Fájdalmas Szűzanya tiszteletére szentelt temetőkápolnája 1892-ben épült, mint ahogy az a bejárat feletti bevésett évszámból látszik. 1901-ben szentelték fel. A kitárt ajtón keresztül belátni a belsejébe, ahol még mindig ott áll az oltár, bár a többi berendezését már régen elvitték. A kápolnától kilátás nyílik az alatta elterülő falura. Kétnyílású harangtornya harang nélkül áll.

## Lakosság
| Lakosság változása | Lakosság változása | Lakosság változása | Lakosság változása | Lakosság változása | Lakosság változása | Lakosság változása | Lakosság változása | Lakosság változása | Lakosság változása | Lakosság változása | Lakosság változása | Lakosság változása | Lakosság változása | Lakosság változása | Lakosság változása |
| ------------------ | ------------------ | ------------------ | ------------------ | ------------------ | ------------------ | ------------------ | ------------------ | ------------------ | ------------------ | ------------------ | ------------------ | ------------------ | ------------------ | ------------------ | ------------------ |
| 1857               | 1869               | 1880               | 1890               | 1900               | 1910               | 1921               | 1931               | 1948               | 1953               | 1961               | 1971               | 1981               | 1991               | 2001               | 2011               |
| 0                  | 0                  | 105                | 96                 | 109                | 124                | 0                  | 126                | 127                | 47                 | 50                 | 12                 | 8                  | 3                  | 0                  | 0                  |